# Nunupa
Nunupa ist eine osttimoresische Aldeia im Suco Maliubu (Verwaltungsamt Bobonaro, Gemeinde Bobonaro). 2015 lebten in der Aldeia 969 Menschen.

## Geographie
Nunupa liegt im Norden des Sucos Maliubu. Südwestlich liegt die Aldeia Atu Lara, südöstlich die Aldeia Hatu-Udu und östlich die Aldeia Maliubu. Im Norden grenzt Nunupa an die Sucos Obulo und Atara. Die Nordgrenze bildet der Marobo, ein Nebenfluss des Lóis.
An der Südgrenze entlang führt die Überlandstraße von Maliana nach Atsabe. Beiderseits der Straße liegt im Südosten das Dorf Hauba. Die Marienkirche des Ortes liegt auf der Seite von Nunupa. Im Zentrum der Aldeia befinden sich die Orte Raemantete und Nunupa. In Raemantete steht eine Grundschule.

## Politik
2023 wurde Lourenço de Araujo zum Chefe de Aldeia gewählt.